# Wilcze Doły (Beskid Sądecki)
Wilcze Doły (786 m) – szczyt w bocznym grzbiecie Pasma Jaworzyny w Beskidzie Sądeckim. Grzbiet ten odbiega od głównego grzbietu Pasma Jaworzyny po wschodniej stronie Makowicy, początkowo w północnym kierunku, na Ostrej (834 m) zakręca w zachodnim i poprzez Wilcze Doły, Nad Garbem (781 m) i Majdan (490 m) opada aż do Nowego Sącza. 
Wilcze Doły to niewybitny szczyt. Sam wierzchołek i większość jego stoków są zalesione, ale na północnych, podwierzchołkowych stokach znajduje się Polana Wilcze Doły, z której rozciąga się szeroki widok na Kotlinę Sądecką i Beskid Niski. W południowo-zachodnim kierunku spływa spod Wilczych Dołów Potok Życzanowski, z przeciwległych stoków potok Bączanka w północno-zachodnim kierunku. Wilcze Doły znajdują się na obszarze Popradzkiego Parku Krajobrazowego.

## Szlaki turystyczne
zielony: Nowy Sącz – Majdan – Żeleźnikowa Mała – Nad Garbem – Wilcze Doły – Ostra – Polana Ogórkowa – Makowica

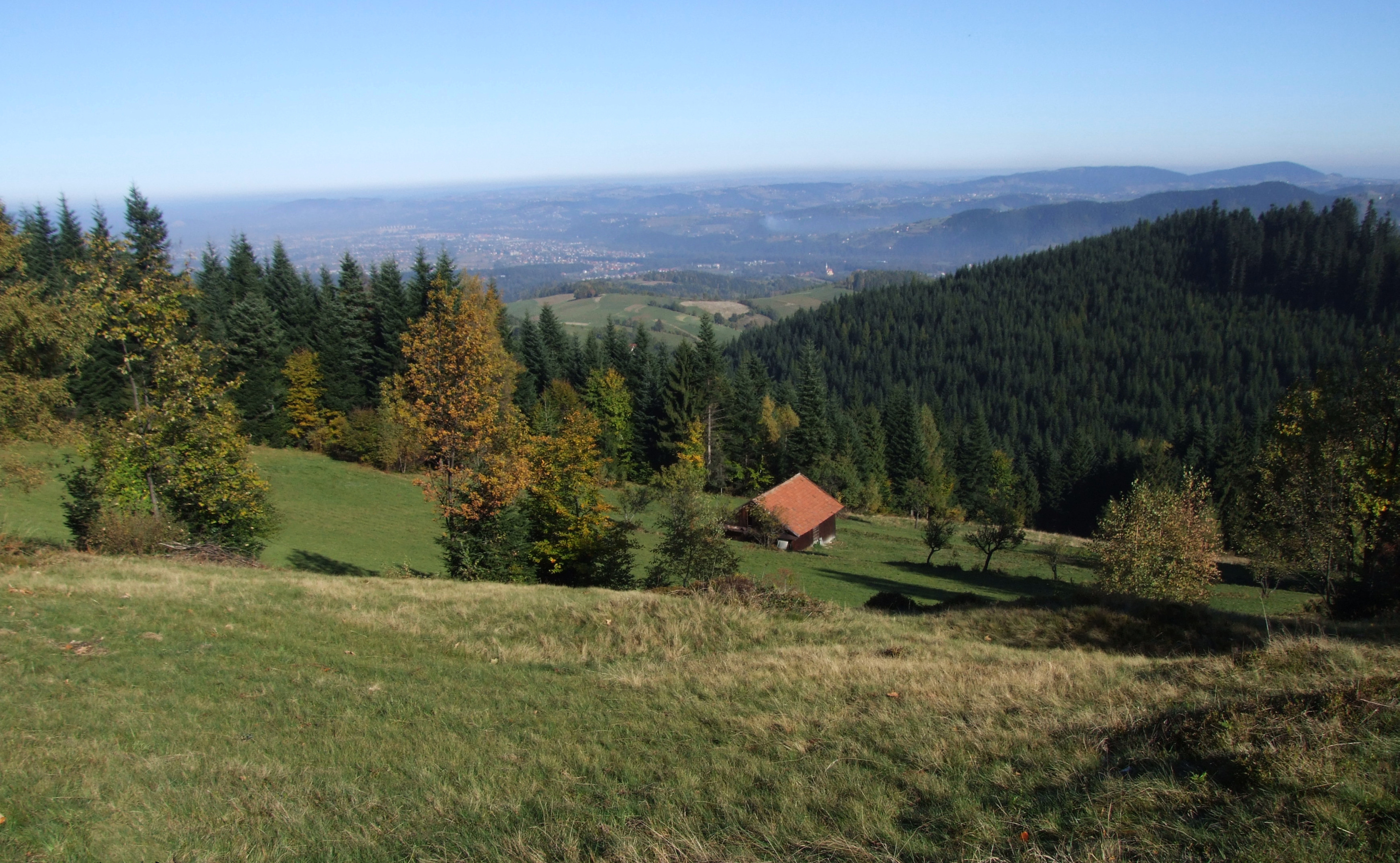
Polana Wilcze Doły